# Кугуты (станция)
Кугу́ты — станция Северо-Кавказской железной дороги на участке Спицевка — Светлоград. Находится в селе Кугуты Петровского района Ставропольского края.

## История
Станция Кугуты названа по имени расположенного в данной местности хутора.
Появилась она в 1916 году, как станция Туапсинской железной дороги, построенной для вывоза зерна
из Ставропольской губернии в порт Туапсе. После ликвидации ставропольского участка Туапсинской железной дороги и строительства участка дороги Пелагиада — Старомарьевка стала станцией Минераловодского отделения Северо-Кавказской железной дороги.
В настоящее время (2010 г.) пассажирское движение по станции отсутствует.